# Бенджамін Гантсман

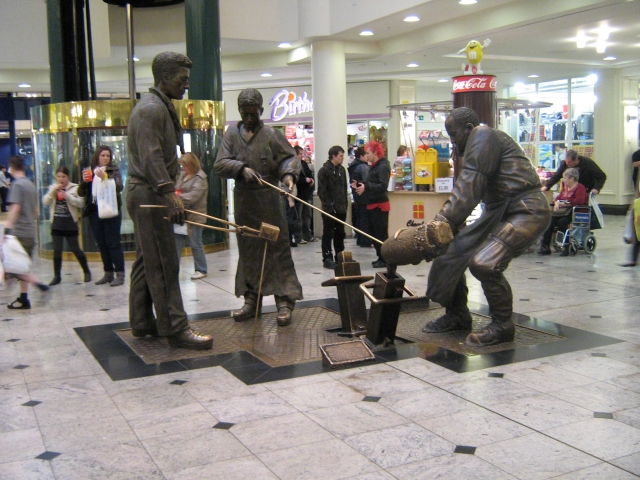
Скульптура, присвячена Бенджаміну Гантсману.

Бенджамін Гантсман, також Гунтсман, Хантсмен (англ. Benjamin Huntsman; 4 червня 1704, Епворт, Лінкольншір, Англія — 20 червня 1776) — винахідник тигельного способу виробництва ливарної сталі, за професією годинникар.

## Біографія
Народився 4 червня 1704 року у місті Епворт графства Лінкольншір у Англії в родині німецьких переселенців, які переїхали у Англію лише за кілька років до його народження. З 1725 року працював годинникарем у Донкастері. Також ремонтував замки й, навіть, працював хірургом і окулістом, причому медичну допомогу надавав безкоштовно.
Залізо, яке можна було купити для виготовлення пружин й маятників для годинників було поганої якості — воно було неоднорідне за своїм хімічним складом через специфіку його виробництва. Гантсман вирішив знайти спосіб виробництва сталі кращої якості. Свої досліди він розпочав у Донкастері, але 1740 року переїхав у Хендсворт, що у кількох милях на південь від Шеффілда й там продовжив свої досліди, тримаючи їх у таємниці. Експерименти тривали протягом кількох років.
Гантсман переплавляв шматки зварного заліза й чавуну в присутності певної кількості флюсу. Протягом довгого часу тигельна плавка була єдиним способом отримання ливарної сталі.
Коли Гантсман досяг успіхів у своїх дослідах, він намагався переконати виробників куве́рту, що працювали у Шеффілді, використовувати його сталь, однак ті відмовилися, вважаючи його сталь такою, що занадто тяжко піддається куванню. Тому весь свій метал Гантсман експортував у Францію. Вже згодом шеффілдські виробники залізних виробів зацікавилися методом отримання сталі й всіляко намагалися вивідати його секрет. Гантсман не запатентував свій спосіб й тримав його у таємниці. Всі його робітники мали тримати метод у таємниці, на його завод сторонні не допускалися і всі роботи провадилися вночі. Однак, одному з власників залізоробної мануфактури, такому собі Самуелю Вокеру все ж таки шляхом обману вдалося вивідати секрет Гантсмана. За легендою, Вокер, переодягнений у жебрака, з'явився пізно ввечері біля воріт ливарні Гантсмана як раз тоді, коли його робітники збиралися розпочати роботу, і отримав дозвіл відігрітися біля печі і, вдавши з себе сплячого, побачив весь процес. Мануфактура Вокера була другою, де почали виробництво ливарної сталі.
1770 року Гантсман переніс своє виробництво у село Аттеркліфф, що неподалік від Шеффілда.
Королівське товариство бажало зробити Гантсмана своїм членом, але він відхилив цю пропозицію. За релігійними переконаннями Гантсман був квакером і тому він не дав зробити свій портрет.
Його син, Вільям Гантсман (1733—1809), продовжив справу свого батька і, навіть розширив виробництво.